# Gibberella intricans
Espèce
Gibberella intricans est une espèce de champignons ascomycètes de la famille des Nectriaceae. C'est un agent phytopathogène, qui est l'un des champignons responsables de la fusariose de la pomme de terre.
Anamorphe : Fusarium equiseti (Corda) Sacc. (1886).

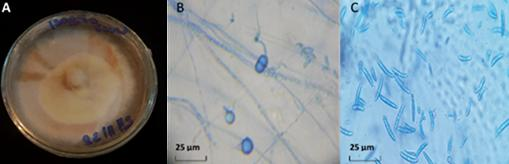
Colonie de Gibberella intricans sous sa forme asexuée (anciennement nommée Fusarium equiseti) (A); chlamydospores (B); conidies (C).

## Synonymes
- Fusarium equiseti (Corda) Sacc., 1886,
- Fusarium falcatum Appel & Wollenw.,
- Fusarium gibbosum Appel & Wollenw., 1910,
- Fusarium roseum var. gibbosum (Appel & Wollenw.) Messiaen & R. Cass., 1968,
- Fusarium roseum var. gibbosum (Appel & Wollenw.) Messiaen & R. Cass., 1988,
- Selenosporium equiseti Corda, 1838.